# Artatama I
Artatama I (Ar-ta-ta-a-ma, "el més recte") va ser rei de Mitanni cap els anys 1430-1410 aC. Era probablement fill i va ser successor de Sausatatar.
Va buscar mantenir bones relacions amb Egipte al començament, però el faraó Amenhotep II, en el seu setè any de regnat, va fer una campanya a la regió de Cadeix (Síria) i va avançar al nord cap a Qana on va capturar un cos de carros de combat hurrites; llavors va entrar a Niya on va ser molt ben rebut; en el seu retorn a Egipte va capturar un missatger hurrita enviat per Artatama I que suposadament incitava a la revolta al vassalls egipcis.
Va voler recuperar els antics territoris de Mitanni que els hitites li havien pres i es va atrevir a reclamar-los. Però no podia actuar amb gaire pressa. L'Imperi Hitita era encara fort, i tenia sota el seu control Kizzuwadna. I els egipcis eren un enemic molt fort. Va Buscar una aliança amb Tuthmosis IV, ja que Egipte i Mitanni encara eren enemics. Va proposar-li dividir els territoris de Síria entre els dos regnes i va encetar un període de contactes diplomàtics que no es van resoldre durant els primers anys del regnat de Tuthmosis. Els egipcis discutien els termes d'una pau formal i no veien amb bons ulls les condicions d'Artama respecte als territoris a dividir. Potser com a prova de bona voluntat, els egipcis demanaven que una filla d'Aretama es casés amb el faraó. No se sap perquè el rei de Mitanni no volia acceptar aquesta condició, i només quan li havien demanat set vegades la filla, va accedir, segurament cap a l'any 1410 aC. La aliança matrimonial va facilitar un tractat formal.Es va establir una frontera comú a Síria, que va cedir a Egipte el control per la banda nord fins a Kadesh, i fins a Amurru i Ugarit al llarg de la costa. Més enllà, tot pertanyia a Mitanni. Això va evitar de moment noves incursions hitites contra els hurrites.
El va succeir el seu fill Shuttarna II.